# Loving Annabelle
Loving Annabelle (2006) és una pel·lícula estatunidenca dramàtica de temàtica lèsbica dirigida per Katherine Brooks i interpretada per Diane Gaidry i Erin Kelly. Conta la història de la turbulenta relació que sorgeix entre una professora, Simone (Gaidry), i la seva nova alumna, Annabelle (Kelly). La pel·lícula va obtenir diversos premis en diversos festivals de cinema internacionals.

## Sinopsi
Annabelle és la filla d'una senadora dels Estats Units que arriba a l'internat catòlic de Santa Teresa després d'haver estat la protagonista d'un escàndol. Sofisticada i madura per la seva edat, aviat crida l'atenció pel seu caràcter rebel. Simone, la jove professora de poesia de l'internat, rep l'encàrrec de l'estricta directora de la institució de vigilar a Annabelle perquè no sigui una mala influència per a les altres alumnes. No triga a sorgir una poderosa atracció entre Simone i Annabelle, que la professora intenta rebutjar i que l'alumna intenta perseguir. Quan per fi ambdues es rendeixen davant l'evidència i la força de la seva atracció, són descobertes, acabant la pel·lícula sense una resolució clara.

## Repartiment
- Erin Kelly com a Annabelle Tillman, una jove obertament lesbiana enamorada de la seva professora, Simone Bradley
- Diane Gaidry com a Simone Bradley, una professora lesbiana tancada que s'enamora de la seva alumna, Annabelle
- Laura Breckenridge com a Colins, una noia amb problemes que es converteix en amiga d'Annabelle
- Michelle Horn com a Kristen, la millor amiga de Catherine
- Gustine Fudickar com Catherine ("Cat"), una estudiant que intimida les seves companyes, especialment Colins
- Ilene Graff com la mare Immaculata, tia de Simone i directora de l'escola
- Markus Flanagan com a Michael, l'exnòvio de Simone
- Kevin McCarthy com el pare Harris, el sacerdot de l'escola

## Influències i temes
Loving Annabelle està inspirada en la pel·lícula alemanya de 1931 Mädchen in Uniform. La pel·lícula toca diversos temes, com el amor prohibit entre una professora i la seva alumna, la religió i la tolerància (especialment en la figura del Pare Harris, interpretat per Kevin McCarthy, qui consola i fa costat Simone).

## Crítiques
Loving Annabelle va obtenir en general crítiques positives. La revista Variety la va qualificar com un plaer prohibit, i el Miami Sun Post va dir que ens trobàvem davant una pel·lícula sofisticada'. Felix Vasques, de Film Threat recalca que el romanç controvertit és profundament sentit i complex en examinar tots dos personatges i les intencions que tenen respecte a l'altra. Algunes de les crítiques negatives se centraven en l'absència d'un tercer acte que realment posés fi a la pel·lícula, i es preguntaven si hi havia faltat pressupost.

## Premis
La pel·lícula va obtenir sis premis internacionals en diversos festivals.
| Any  | Festival                                                   | Premi                                   | Categoria                                                          |
| ---- | ---------------------------------------------------------- | --------------------------------------- | ------------------------------------------------------------------ |
| 2006 | Festival de Cinema d'Atlanta                               | Premi del públic                        | Katherine Brooks (Millor pel·lícula)                               |
| 2006 | Festival de Cinema Gai i Lèsbic Fort Worth                 | Premi Q                                 | Katherine Brooks (Millor pel·lícula)                               |
| 2006 | Outfest de Los Angeles                                     | Premi del públic i premi del Gran Jurat | Katherine Brooks (millor pel·lícula)i Diane Gaidry (millor actriu) |
| 2006 | Festival de cinema de Long Island                          | Premi del públic                        | Katherine Brooks (Millor pel·lícula)                               |
| 2006 | Festival de cinema de Paris                                | Premi del jurat                         | Katherine Brooks (Millor pel·lícula)                               |
| 2006 | Festival Internacional de Cinema Gai i Lèsbic de Barcelona | Premio del públic                       | Katherine Brooks (Millor pel·lícula)                               |

## Final alternatiu
El DVD conté un final alternatiu en què l'Annabelle condueix per una carretera de la costa cap a una destinació desconeguda. S'atura en una botiga al costat de la carretera i recull una còpia d'un diari amb el titular de la portada "No hi ha càrrecs d'escàndol sexual d'estudiants i professors", i somriu. Llavors es veu l'Annabelle amb el seu cotxe aparcat al costat de la carretera, i baixa precipitadament les escales que condueixen a la casa de la platja de Simone.